# Kransekage
En kransekage er en kage af mandler, sukker og æggehvide.
Dejen fremstilles af meget fint hakkede (blendede) mandler, sukker og æggehvide som røres sammen. Dejen kan også laves af marcipan; så skal der anvendes mindre sukker. Man kan også købe en bageklar kransekageblanding. Fremstillingen:
- Den klistrede dej rulles ud i fingertykke pølser, som lægges i ringform og bages
- Ringene stables til en kegleformet (konisk) konstruktion
- De holdes sammen af og pyntes med flormelisglasur og pyntes med danske flag eller anden passende pynt
- På toppen sættes en figur, som passer til lejligheden

Kransekage er først og fremmest en skandinavisk tradition, og kagen serveres ofte ved højtider som nytår, bryllupper og konfirmationer.
Kransekager kan også købes hele eller i små aflange stykker.